# أولو (ويسكونسن)
أولو (بالإنجليزية: Oulu, Wisconsin)‏ هي بلدة تقع بولاية ويسكونسن في الولايات المتحدة. تبلغ مساحتها 91.9 (كم²)، وترتفع عن سطح البحر 308 م، بلغ عدد سكانها 540 نسمة في عام 2000 حسب إحصاء مكتب تعداد الولايات المتحدة وتصل الكثافة السكانية فيها 5.9 نسمة/كم2.

## وصلات خارجية
- http://ouluwisconsin.com
- The US50 - Cities and Towns in Wisconsin State
- Wisconsin Cities and Towns, Facts, Map, Flag, Colleges, Government, and More